# Государственный архив Приморского края
Государственный архив Приморского края (ГКУ ГАПК) — хранилище документального исторического наследия, информационных материалов по истории и жизни Приморского края.
10 марта 1720 года Пётр I подписал законодательный акт — «Генеральный регламент …», который положил начало архивному делу в России и заложил основы его централизации. Этот акт предписывал ввести во всех государственных органах власти архивы с введением должности актуариуса (ныне должность архивиста). До 1918 года архивы находились при различных учреждениях государственных органов власти. Ежегодно 10 марта в России отмечается профессиональный праздник работников архивов.

## Приморская областная архивная комиссия
В октябре 1921 года местной властью Приамурского земского края была создана Приморская областная архивная комиссия. Это было первое учреждение, которое объединяло, контролировало и управляло архивным делом в Приморской области. Инициаторами создания учреждения явились преподаватели и студенты Государственного дальневосточного университета, которые организовали в 1920 году частное «Инициативное бюро по учреждению областной архивной комиссии». В состав комиссии вошли известные в крае люди и имеющие специальную архивоведческую подготовку: профессор А. П. Георгиевский, профессор А. В. Гребенщиков, доцент В. И. Попов, профессорский стипендиат З. Н. Матвеев и др.
С установлением Советской власти на Дальнем Востоке решением распорядительного бюро Дальревкома от 1 марта 1923 года комиссия была упразднена и одновременно этим же решением создавалось Приморское губернское архивное бюро, куда вошли также уездные архивные бюро: Хабаровское, Спасское, Никольск-Уссурийское, Владивостокское, Николаевское. Руководителем бюро был назначен А. П. Георгиевский.

## История
1 марта 1923 года считается официальным днём образования архивной службы в Приморском крае. Архивный орган менял своё название в связи с административно-территориальными изменениями: 1926—1932 гг. — «Владивостокское окружное архивное бюро»; 1933—1935 — «Приморское областное архивное бюро», 1935—1938 — «Приморское областное архивное управление» (Облархив); 21 декабря 1938 — «Приморское краевое архивное управление». 1 октября 1941 года, в соответствии с постановлением СНК СССР от 29 марта 1941 года за № 723, был образован Государственный архив Приморского края. В мае 1939 года все краевые архивы Приморского края были переданы в подчинение архивному отделу управления НКВД. До выделения в августе 1935 году Областному архивному управлению постоянного помещения — здание польского католического костела (ул. Володарского, 22), построенного в 1921 году, архивное управление четыре раза меняло своё местоположение. Костёл по назначению использовался до 1934 года, затем, ввиду отсутствия необходимого количества верующих католиков, здание пустовало и использовалось под склад, и, значительно перестроенное особенно внутри, только лишь в 1938 году было приспособлено под архив, где он находился до 1991 года, а здание храма в 1993 году возвратили возрождённому католическому приходу. Архив переехал в историческое здание на улицу Светланскую, 47, затем, в 1998, — на Алеутскую, 10. Последним пристанищем ГАПК стал один из цехов бывшего фарфорового завода, где и находится ныне (2019). С 1932 года, из-за отсутствия свободных помещений, необходимых для хранения документов и сложившиеся условия военного времени (1941—1945 гг.), в архивы Москвы, Ленинграда, в Дальневосточное краевое архивное управление, в Томский областной архив интенсивно вывозились особо ценные фонды и десятки тысяч единиц хранения. Отправлялись, в основном, документы периода установления Советской власти и первых лет советского строительства в Приморье, фонды белой эмиграции. Фонды, отправленные в центральные архивы, в основном относились к дореволюционному периоду. К 1950-м годам краевой архив практически остался без своей дореволюционной части.

## Образование архивного отдела
После выведения в 1961 году архивных учреждений из ведения Министерства внутренних дел СССР начались изменения в организации архивного дела. В 1962 году был образован архивный отдел Приморского крайисполкома, в его подведомственный состав вошли Государственный архив Приморского края, городские и районные государственные архивы в административных центрах Приморья. В 2007 году архивный отдел Приморского крайисполкома был преобразован в архивный отдел Приморского края, который координирует и контролирует деятельность архивных органов и учреждений края. Распоряжением Администрации Приморского края от 1.12.2010 за № 619-ра «О казённых и бюджетных учреждениях Приморского края» государственное учреждение «Государственный архив Приморского края» переименован в государственное казённое учреждение «Государственный архив Приморского края» (ГАПК).